# Aleuronschicht

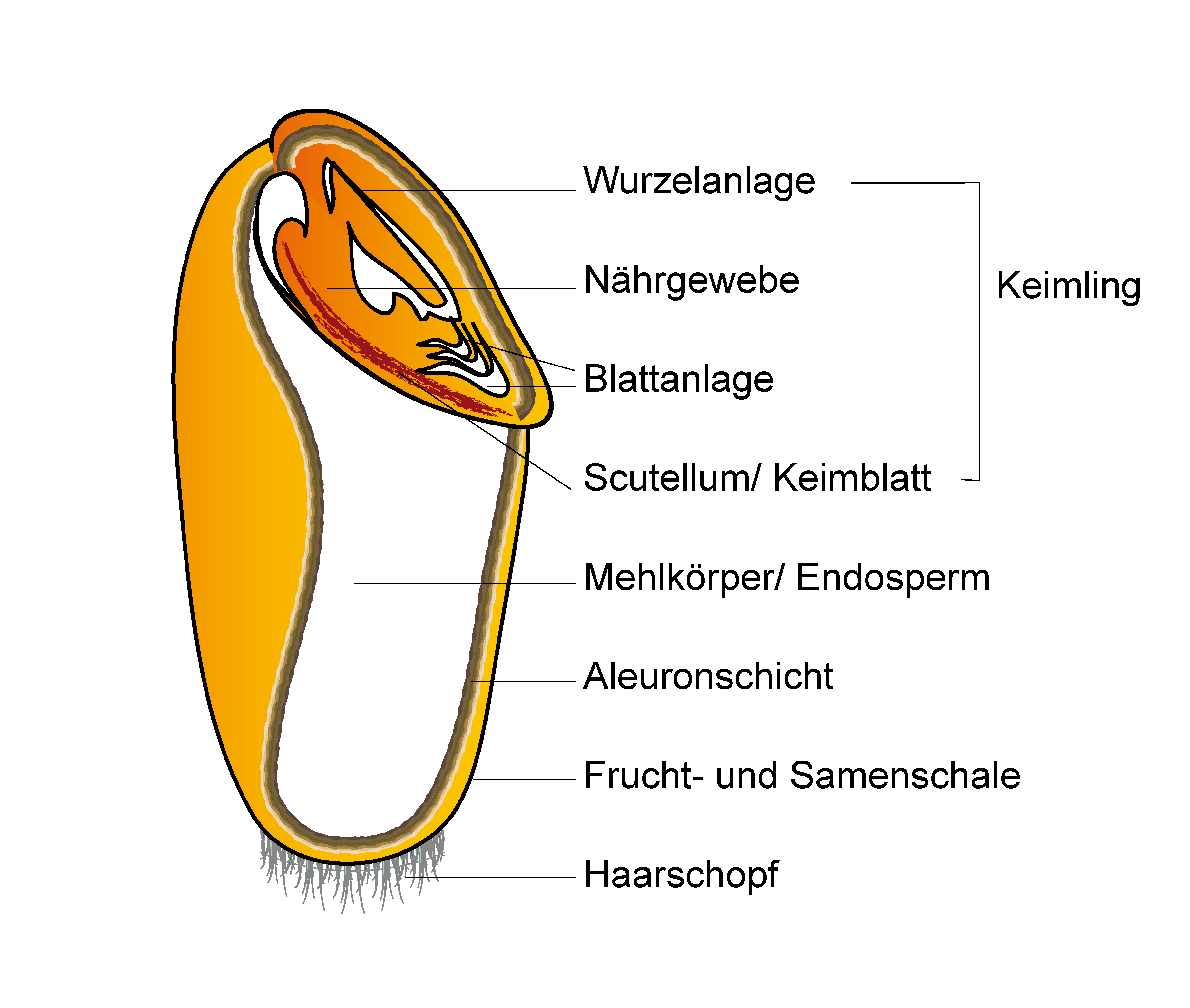
Karyopse des Weizenkorns

Die Aleuronschicht (griechisch áleuron „Mehl“) ist eine Randschicht von Getreidekörnern (Karyopsen), die den Mehlkörper von der äußeren Schale trennt. Sie wird deshalb auch als „müllerische Trennschicht“ bezeichnet. Die Zellen der Aleuronschicht sind dickwandig und gleichmäßig geformt, daher wird sie auch Wabenschicht genannt.

## Bedeutung für die Keimung
Aleuronzellen enthalten:
- Proteine (30 %), siehe Speicherproteine
- Lipide (7 %)
- Mineralstoffe (6 %)
- Vitamine und Farbstoffe

Die biologische Aufgabe der Aleuronzellen besteht darin, während des Wachstums des Korns die innen liegenden Mehlkörperzellen zu bilden. Bei der Keimung sendet der Keimling Botenstoffe (Gibberelline) an die Aleuronzellen, die daraufhin mit der Produktion von α-Amylase und Proteinase beginnen. Diese Enzyme werden an den Mehlkern abgegeben, so dass die enthaltenen Stärkemoleküle und Proteine aufgespalten und in eine lösliche Form gebracht werden, von denen sich der Keimling ernähren kann.

## Bedeutung in der menschlichen Ernährung
Bei der Herstellung von hellen Mehlen (Weizen: Type 405 bis etwa Type 812; Roggen Type 815) wird die Aleuronschicht überwiegend abgetrennt und geht in die Kleie. In dunkleren Mehlen ist sie jedoch enthalten.
Ernährungsforscher der Universität Jena haben in Zellkulturtests nachgewiesen, dass Stoffe aus der Aleuronschicht des Weizensamens die Entstehung von Darmkrebszellen unterdrücken können.